# György Kutasi
György Kutasi (Fiume, 16 settembre 1910 – Melbourne, 29 giugno 1977) è stato un pallanuotista ungherese, vincitore di una medaglia d'oro all'olimpiade di Berlino 1936.